# Wereldkampioenschap superbike van Aragón 2017
Het wereldkampioenschap superbike van Aragón 2017 was de derde ronde van het wereldkampioenschap superbike en het wereldkampioenschap Supersport 2017. De races werden verreden op 1 en 2 april 2017 op het Motorland Aragón nabij Alcañiz, Spanje.

## Superbike

### Race 1
| Pos | Nr | Rijder               | Constructeur | Rondes | Tijd         | Grid | Punten |
| --- | -- | -------------------- | ------------ | ------ | ------------ | ---- | ------ |
| 1   | 1  | Jonathan Rea         | Kawasaki     | 18     | 33:24.302    | 2    | 25     |
| 2   | 33 | Marco Melandri       | Ducati       | 18     | +4.058       | 4    | 20     |
| 3   | 66 | Tom Sykes            | Kawasaki     | 18     | +7.512       | 3    | 16     |
| 4   | 22 | Alex Lowes           | Yamaha       | 18     | +9.962       | 12   | 13     |
| 5   | 60 | Michael van der Mark | Yamaha       | 18     | +12.302      | 7    | 11     |
| 6   | 81 | Jordi Torres         | BMW          | 18     | +18.995      | 6    | 10     |
| 7   | 36 | Leandro Mercado      | Aprilia      | 18     | +21.545      | 8    | 9      |
| 8   | 50 | Eugene Laverty       | Aprilia      | 18     | +27.309      | 9    | 8      |
| 9   | 6  | Stefan Bradl         | Honda        | 18     | +27.488      | 11   | 7      |
| 10  | 69 | Nicky Hayden         | Honda        | 18     | +27.663      | 10   | 6      |
| 11  | 2  | Leon Camier          | MV Agusta    | 18     | +35.409      | 15   | 5      |
| 12  | 21 | Markus Reiterberger  | BMW          | 18     | +41.558      | 13   | 4      |
| 13  | 3  | Julián Simón         | Aprilia      | 18     | +44.006      | 17   | 3      |
| 14  | 88 | Randy Krummenacher   | Kawasaki     | 18     | +44.482      | 16   | 2      |
| 15  | 15 | Alex de Angelis      | Kawasaki     | 18     | +45.915      | 18   | 1      |
| 16  | 84 | Riccardo Russo       | Yamaha       | 18     | +1:23.533    | 19   |        |
| DNF | 7  | Chaz Davies          | Ducati       | 16     | Ongeluk      | 1    |        |
| DNF | 12 | Javier Forés         | Ducati       | 14     | Uitgevallen  | 5    |        |
| DNF | 40 | Román Ramos          | Kawasaki     | 4      | Uitgevallen  | 14   |        |
| DNF | 86 | Ayrton Badovini      | Kawasaki     | 0      | Uitgevallen  | 20   |        |
| DNS | 37 | Ondřej Ježek         | Kawasaki     | 0      | Niet gestart |      |        |

### Race 2
| Pos | Nr | Rijder               | Constructeur | Rondes | Tijd         | Grid | Punten |
| --- | -- | -------------------- | ------------ | ------ | ------------ | ---- | ------ |
| 1   | 7  | Chaz Davies          | Ducati       | 18     | 33:30.906    | 1    | 25     |
| 2   | 1  | Jonathan Rea         | Kawasaki     | 18     | +0.483       | 2    | 20     |
| 3   | 33 | Marco Melandri       | Ducati       | 18     | +2.479       | 4    | 16     |
| 4   | 66 | Tom Sykes            | Kawasaki     | 18     | +10.562      | 3    | 13     |
| 5   | 60 | Michael van der Mark | Yamaha       | 18     | +13.336      | 7    | 11     |
| 6   | 12 | Javier Forés         | Ducati       | 18     | +16.951      | 5    | 10     |
| 7   | 81 | Jordi Torres         | BMW          | 18     | +18.638      | 6    | 9      |
| 8   | 36 | Leandro Mercado      | Aprilia      | 18     | +18.700      | 8    | 8      |
| 9   | 50 | Eugene Laverty       | Aprilia      | 18     | +21.290      | 9    | 7      |
| 10  | 2  | Leon Camier          | MV Agusta    | 18     | +22.246      | 15   | 6      |
| 11  | 40 | Román Ramos          | Kawasaki     | 18     | +24.307      | 14   | 5      |
| 12  | 6  | Stefan Bradl         | Honda        | 18     | +25.829      | 11   | 4      |
| 13  | 22 | Alex Lowes           | Yamaha       | 18     | +26.611      | 12   | 3      |
| 14  | 88 | Randy Krummenacher   | Kawasaki     | 18     | +40.575      | 16   | 2      |
| 15  | 3  | Julián Simón         | Aprilia      | 18     | +40.769      | 17   | 1      |
| 16  | 21 | Markus Reiterberger  | BMW          | 18     | +40.915      | 13   |        |
| 17  | 86 | Ayrton Badovini      | Kawasaki     | 18     | +1'00.980    | 21   |        |
| DNF | 15 | Alex de Angelis      | Kawasaki     | 13     | Ongeluk      | 18   |        |
| DNF | 84 | Riccardo Russo       | Yamaha       | 12     | Uitgevallen  | 19   |        |
| DNF | 69 | Nicky Hayden         | Honda        | 11     | Uitgevallen  | 10   |        |
| DNS | 37 | Ondřej Ježek         | Kawasaki     | 0      | Niet gestart |      |        |

## Supersport
| Pos | Nr  | Rijder                | Constructeur | Rondes | Tijd         | Grid | Punten |
| --- | --- | --------------------- | ------------ | ------ | ------------ | ---- | ------ |
| 1   | 144 | Lucas Mahias          | Yamaha       | 16     | 31:05.708    | 5    | 25     |
| 2   | 32  | Sheridan Morais       | Yamaha       | 16     | +0.014       | 3    | 20     |
| 3   | 99  | P.J. Jacobsen         | MV Agusta    | 16     | +0.153       | 1    | 16     |
| 4   | 16  | Jules Cluzel          | Honda        | 16     | +3.598       | 13   | 13     |
| 5   | 65  | Michael Canducci      | Kawasaki     | 16     | +4.320       | 14   | 11     |
| 6   | 44  | Roberto Rolfo         | MV Agusta    | 16     | +4.424       | 6    | 10     |
| 7   | 11  | Christian Gamarino    | Honda        | 16     | +9.407       | 10   | 9      |
| 8   | 77  | Kyle Ryde             | Kawasaki     | 16     | +17.064      | 18   | 8      |
| 9   | 38  | Hannes Soomer         | Honda        | 16     | +23.098      | 21   | 7      |
| 10  | 81  | Luke Stapleford       | Triumph      | 16     | +26.140      | 16   | 6      |
| 11  | 78  | Hikari Okubo          | Honda        | 16     | +31.703      | 8    | 5      |
| 12  | 47  | Rob Hartog            | Kawasaki     | 16     | +31.742      | 23   | 4      |
| 13  | 69  | Xavier Cardelús       | MV Agusta    | 16     | +31.780      | 26   | 3      |
| 14  | 63  | Zulfahmi Khairuddin   | Kawasaki     | 16     | +31.912      | 17   | 2      |
| 15  | 26  | Kazuki Watanabe       | Kawasaki     | 16     | +32.717      | 19   | 1      |
| 16  | 111 | Kyle Smith            | Honda        | 16     | +32.816      | 4    |        |
| 17  | 41  | Aiden Wagner          | Honda        | 16     | +37.288      | 22   |        |
| 18  | 10  | Nacho Calero          | Kawasaki     | 16     | +37.397      | 25   |        |
| 19  | 56  | Péter Sebestyén       | Kawasaki     | 16     | +38.220      | 29   |        |
| 20  | 83  | Lachlan Epis          | Kawasaki     | 16     | +57.076      | 27   |        |
| 21  | 35  | Stefan Hill           | Triumph      | 16     | +1:06.111    | 24   |        |
| 22  | 73  | Jacopo Cretaro        | Suzuki       | 16     | +1:07.183    | 31   |        |
| 23  | 92  | Hiromichi Kunikawa    | Honda        | 16     | +1:15.931    | 30   |        |
| 24  | 74  | Jaimie van Sikkelerus | Yamaha       | 16     | +1:23.663    | 28   |        |
| 25  | 177 | Nasser Al Malki       | Kawasaki     | 16     | +1:28.596    | 33   |        |
| 26  | 9   | Connor London         | Suzuki       | 16     | +1:28.604    | 32   |        |
| DNF | 64  | Federico Caricasulo   | Yamaha       | 7      | Ongeluk      | 12   |        |
| DNF | 1   | Kenan Sofuoğlu        | Kawasaki     | 7      | Ongeluk      | 12   |        |
| DNF | 4   | Gino Rea              | Kawasaki     | 6      | Uitgevallen  | 15   |        |
| DNF | 66  | Niki Tuuli            | Yamaha       | 4      | Ongeluk      | 7    |        |
| DNF | 84  | Loris Cresson         | Yamaha       | 4      | Uitgevallen  | 20   |        |
| DNF | 61  | Alessandro Zaccone    | MV Agusta    | 1      | Uitgevallen  | 11   |        |
| DNF | 70  | Robin Mulhauser       | Honda        | 0      | Ongeluk      | 9    |        |
| DNS | 7   | Davide Pizzoli        | MV Agusta    | 0      | Niet gestart |      |        |
| DNS | 13  | Anthony West          | Yamaha       | 0      | Niet gestart |      |        |

## Tussenstanden na wedstrijd

### Superbike
| Pos | Nr | Rijder         | Team     | Punten |
| --- | -- | -------------- | -------- | ------ |
| 1   | 1  | Jonathan Rea   | Kawasaki | 145    |
| 2   | 7  | Chaz Davies    | Ducati   | 95     |
| 3   | 66 | Tom Sykes      | Kawasaki | 91     |
| 4   | 33 | Marco Melandri | Ducati   | 81     |
| 5   | 22 | Alex Lowes     | Yamaha   | 65     |

### Supersport
| Pos | Nr  | Rijder          | Team      | Punten |
| --- | --- | --------------- | --------- | ------ |
| 1   | 144 | Lucas Mahias    | Yamaha    | 45     |
| 2   | 44  | Roberto Rolfo   | MV Agusta | 40     |
| 3   | 32  | Sheridan Morais | Yamaha    | 34     |
| 4   | 77  | Kyle Ryde       | Kawasaki  | 32     |
| 5   | 66  | Niki Tuuli      | Yamaha    | 27     |

2011 · 2012 · 2013 · 2014 · 2015 · 2016 · 2017 · 2018 · 2019 · 2020 (I) · 2020 (II) · 2021 · 2022 · 2023 · 2024 · 2025